# Ouham-Pendé
Ouham-Pendé – prefektura w Republice Środkowoafrykańskiej z siedzibą w Bozoum. Wchodzi w skład regionu Yadé.
Prefektura rozciąga się w północno-zachodniej części kraju i graniczy od północy z Czadem a od północnego zachodu z Kamerunem. Na południowym zachodzie Ouham-Pendé graniczy z prefekturą Nana-Mambéré, na południu z prefekturą Ombella-M'Poko, i na wschodzie z prefekturą Ouham.
Powierzchnia Ouham-Pendé wynosi 32 100 km². W 1988 zamieszkiwało ją 255 091, a w 2003 roku 430 506 osób.
W skład Ouham-Pendé wchodzi 6 podprefektur (sous-préfectures) i 23 gminy (communes):
- podprefektura Bocaranga
  - Bocaranga
  - Loura
  - Péndé
- podprefektura Bossemtélé
  - Binon
- podprefektura Bozoum
  - Birvan-Bolé
  - Bozoum
  - Dan-Gbabiri
  - Danayéré
  - Kouazo
- podprefektura Koui
  - Koui
- podprefektura Paoua
  - Bah-Bessar
  - Banh
  - Bimbi
  - Malé
  - Mia-Péndé
  - Mom
  - Nana-Barya
  - Paoua
- podprefektura Ngaoundaye
  - Dilouki
  - Kodi
  - Lim
  - Mbili
  - Yémé